# Integrationsagentur
Integrationsagenturen (IA) sind Institutionen, die im Rahmen des Förderprogramms Integrationsagenturen des Bundeslandes Nordrhein-Westfalen gefördert werden. Sie sind im Bereich der Integration von Zugewanderten und Menschen mit Zuwanderungsgeschichte aktiv und unterstützen das friedliche Miteinander im Stadtteil beziehungsweise in der Region.

## Ziele und Handlungsfelder
Das Rahmenkonzept für die Integrationsagenturen sieht vier Handlungsfelder vor:
- Interkulturelle Öffnung von Diensten und Einrichtungen,
- Sozialraumorientierte Arbeit, einschließlich der Unterstützung von Migrantenorganisationen,
- Förderung des bürgerschaftlichen Engagements von und für Menschen mit Zuwanderungsgeschichte,
- Antidiskriminierung, zur Überwindung von Ausgrenzung.

In diesen vier Handlungsfeldern werden Fachkräfte eingesetzt: Die Aktivitäten der Integrationsagenturen richten sich schwerpunktmäßig an „hauptamtliche Kräfte, die in sozialen Diensten der öffentlichen Daseinsvorsorge tätig sind“.
Integrationsagenturen arbeiten in Zusammenarbeit mit den freien, öffentlichen Trägern und Migrantenselbstorganisationen und anderen sozialen Einrichtungen. Sie führen Menschen mit Zuwanderungsgeschichte an die Angebote der sozialen Infrastruktur (Bildungseinrichtungen, Gesundheitssystem, Verwaltung, Dienstleistungen, Kultur) heran. Des Weiteren geht es um die Aktivierung, Motivierung und Qualifikation von Ehrenamtlichen und Multiplikatoren.
Mit der Ausweitung 2016/2017 durch das Förderprogramm KOMM-AN NRW, dessen Programmteil III sich auf die Stärkung der Integrationsagenturen richtet, sollen die Aktivitäten „verstärkt auf Prävention und Bekämpfung von allen Formen der Diskriminierung, Islamfeindlichkeit und Antisemitismus ausrichten und die Menschen vor Ort, Einheimische und Flüchtlinge gleichermaßen in den Blick nehmen“. Gefördert werden Maßnahmen in folgenden Themen- und Handlungsfeldern:
- Friedliches Zusammenleben in den Stadtteilen,
- Prävention und Bekämpfung von Formen des Antisemitismus, Rassismus, Islamfeindlichkeit und Diskriminierung im Zusammenhang mit der Flüchtlingsthematik
- Konfliktmediation, insbesondere Stadtteilmediation,
- Aktivitäten zur Integration und zum Empowerment im Sozialraum.

Integrationsagenturen können Gruppenangebote und projektbezogene Aktivitäten anbieten, aber im Gegensatz zur früheren Sozialberatung für Ausländer bzw. zur Migrationsberatung für erwachsene Zuwanderer haben Integrationsagenturen kein „klassisches“ Beratungsangebot, da ein solches nicht mehr vom Land gefördert wird. Vielmehr sollen die Integrationsagenturen mit Migrantenselbstorganisationen zusammenarbeiten, die interkulturelle Öffnung anderer Akteure, Einrichtungen, Dienste und Institutionen voranbringen und die Integrationsarbeit moderieren.

### Entstehungsgeschichte
Das Förderprogramm Integrationsagenturen besteht seit dem 1. Januar 2007 in Nordrhein-Westfalen. Es entstand im Zuge des Bestrebens, seit 2005 anstelle der Sozialberatung und Einzelarbeit stärker auf die Förderung konkreter Aktivitäten im Sozialraum zu zielen. Es entstand aus der Reform der Migrations- und Integrationspolitik mit Inkrafttreten des Zuwanderungsgesetzes am 1. Januar 2005.
Die Integrationsagenturen gingen aus den früheren Migrationsfachdiensten hervor.

### Träger und Förderung
Die Integrationsagenturen sind in der Trägerschaft der Spitzenverbände der Freien Wohlfahrtspflege. Sie werden gefördert vom Ministerium für Kinder, Familie, Flüchtlinge und Integration des Landes Nordrhein-Westfalen.
Programmteil III des Programms „KOMM-AN NRW“ zur Förderung der Integration von Flüchtlingen in den Kommunen und zur Unterstützung des bürgerschaftlichen Engagements in der Flüchtlingshilfe für die Jahre 2016/2017 zielt auf die Stärkung der Integrationsagenturen.
Bei dem Förderprogramm Integrationsagenturen handelt es sich um ein einzigartiges Modell des Bundeslandes Nordrhein-Westfalen (siehe hierzu auch: Teilhabe- und Integrationsgesetz und KOMM-IN NRW).